# Premi e riconoscimenti dei The Corrs
Quella che segue è la lista dei premi e nomination ricevuti dai Corrs.
Nel corso della carriera, più precisamente dal 1993 al 2010, la band ha collezionato 31 premi e 26 nomination.

## Premi
- 1993
  - CARA Awards: Miglior gruppo esordiente nel 1992

- 1996
  - IRMA Awards: Miglior nuovi artisti irlandesi
  - Loaded Awards: Best New Band III

- 1997
  - Premios Amigo Awards: Miglior album internazionale (Forgiven, Not Forgotten)
  - INEA Awards: Miglior gruppo irlandese

- 1998
  - IFPI Awards: Platinum Europe Awards (Forgiven, Not Forgotten e Talk on Corners)
  - Premios Amigo Awards: Miglior gruppo internazionale
  - Premios Amigo Awards: Miglior album internazionale (Talk On Corners)
  - Billboard Music Video Awards: Best Jazz-AC
  - Billboard Music Video Awards: Miglior Videoclip (Dreams)
  - HMV Awards: HMV International Awards

- 1999
  - INEA Awards: Miglior musica pop
  - BRIT Award: Miglior gruppo internazionale
  - World Music Awards: Gruppo irlandese con più vendite nel mondo
  - Hot Press Music Awards: Miglior gruppo irlandese
  - Hot Press Music Awards: Miglior performance live in Irlanda (Live at The Lansdowne Road)
  - Hot Press Music Awards: Miglior cantante femminile (Andrea Corr)

- 2000
  - IFPI Awards: Platinum Europe Awards (10 milioni di copie vendute nel mondo)
  - Capital FM's London Awards: Gruppo internazionale preferito da Londra
  - Singapore Radio Music Awards: Miglior gruppo pop
  - My VH1 Music Awards: Best Kept Secret

- 2001
  - NRJ Music Awards: Miglior gruppo internazionale
  - Capital FM's London Awards: Concert Capital Award
  - Capital FM's London Awards: Miglior performance live (In Blue Tour)

- 2002
  - Hot Press Music Awards: Premio Rory Gallagher per il Musicista dell'anno (Caroline Corr)
  - BMI Pop Awards: Miglior canzone pop (Breathless)

- 2003
  - Irish World Awards: Miglior performance pop

- 2004
  - Big Buzz Awards: Premio Pepsi per la miglior performance irlandese

- 2005
  - Big Buzz Irish Entertainment Awards: Miglior gruppo pop irlandese
  - Premios Ondas: Menzione speciale della giuria
  - MBE: Membro dell'Eccellentissimo Ordine dell'Impero Britannico

- 2010
  - Irish central : Miglior album irlandese del decennio 2000-2010 (Live in Dublin)

## Nomination
- 1998
  - Q Awards: Miglior album (Talk on Corners)

- 1999
  - Ivor Novello Awards: Miglior canzone contemporanea (What Can I Do?)
  - Hot Press Music Awards: Miglior album irlandese (Talk On Corners)
  - Hot Press Music Awards: Miglior artista pop
  - Hot Press Music Awards: Premio Rory Gallagher per il Musicista dell'anno (Jim Corr)

- 2000
  - NRJ Music Awards: Miglior gruppo internazionale
  - Billboard Music Video Awards: Best Jazz-AC (Breathless)
  - Premios Amigo Awards: Miglior gruppo internazionale
  - M6 Awards: Migliori artiste internazionali (Andrea Corr, Caroline Corr, Sharon Corr)

- 2001
  - Grammy Award: Miglior performance pop di un duo/gruppo (Breathless)
  - Grammy Award: Miglior performance pop strumentale (Rebel Heart)
  - BRIT Award: Miglior gruppo internazionale.
  - Echo: Miglior gruppo internazionale
  - TMF Awards: Miglior performance live
  - Capital FM's London Awards: Gruppo internazionale preferito da Londra
  - APRA Music Awards: Canzone più trasmessa (Breathless)
  - Singapore Radio Music Awards: Miglior gruppo pop
  - IRMA Music Awards: Miglior gruppo pop irlandese
  - IRMA Music Awards: Miglior album pop irlandese (In Blue)
  - IRMA Music Awards: Miglior artista irlandese femminile (Andrea Corr)

- 2002
  - TMF Awards: Miglior gruppo pop internazionale
  - Hot Press Music Awards: Miglior gruppo
  - Hot Press Music Awards: Miglior cantante femminile (Andrea Corr)

- 2005
  - Meteor Ireland Music Awards': Migliori artisti pop irlandesi

- 2006
  - IRMA Music Awards: Miglior gruppo irlandese
  - Meteor Ireland Music Awards: Miglior gruppo irlandese dell'anno